# Úrvalsdeild (2001)
Sezon 2001 był 90. sezonem o mistrzostwo Islandii. Drużyna KR nie obroniła tytułu mistrzowskiego, zdobył go natomiast zespół Akraness, zdobywając trzydzieści sześć punktów w osiemnastu meczach. Po sezonie spadły zespoły Valur i Breiðablik.

## Drużyny
Po sezonie 2000 z ligi spadły zespoły Stjarnan i Leiftur, z 1. deild awansowały natomiast drużyny FH i Valur.
| Uczestnicy poprzedniej edycji                                                                                 | Uczestnicy poprzedniej edycji | Uczestnicy poprzedniej edycji | Uczestnicy poprzedniej edycji |
| --- | ----------------------------- | ----------------------------- | ----------------------------- |
| KRE | KR                            | 1                             |                               |
| FYL | Fylkir                        | 2                             |                               |
| GRI | Grindavík                     | 3                             |                               |
| ÍBV | ÍB Vestmannaeyja              | 4                             |                               |
| ÍA | Akraness                      | 5                             |                               |
| ÍBK | Keflavík                      | 6                             |                               |
| BRE | Breiðablik                    | 7                             |                               |
| FRA | Fram                          | 8                             |                               |
| Awans z 1. deild                                                                                              |                               |                               |                               |
| FH | FH                            | 1                             |                               |
| VAL | Valur                         | 2                             |                               |
| Oznaczenia: - kolumna pierwsza – skróty nazw drużyn, - kolumna trzecia – miejsce zajęte w poprzednim sezonie. |                               |                               |                               |

## Tabela
| Lp. | Drużyna          | M  | Z  | R | P  | Bramki | Bramki | Różn. | Pkt | Uwagi                                       |
| --- | ---------------- | -- | -- | - | -- | ------ | ------ | ----- | --- | ------------------------------------------- |
| 1   | Akraness (M)     | 18 | 11 | 3 | 4  | 29     | 16     | +13   | 36  | Liga Mistrzów UEFA • I runda kwalifikacyjna |
| 2   | ÍB Vestmannaeyja | 18 | 11 | 3 | 4  | 23     | 15     | +8    | 36  | Puchar UEFA • Runda kwalifikacyjna          |
| 3   | FH               | 17 | 9  | 5 | 3  | 23     | 16     | +7    | 32  | Puchar Intertoto • I runda                  |
| 4   | Grindavík        | 18 | 9  | 0 | 9  | 27     | 29     | −2    | 27  |                                             |
| 5   | Fylkir           | 18 | 7  | 4 | 7  | 26     | 23     | +3    | 25  | Puchar UEFA • Runda kwalifikacyjna1         |
| 6   | Keflavík         | 18 | 6  | 5 | 7  | 27     | 30     | −3    | 23  |                                             |
| 7   | KR               | 18 | 6  | 4 | 8  | 16     | 20     | −4    | 22  |                                             |
| 8   | Fram             | 18 | 6  | 2 | 10 | 28     | 28     | 0     | 20  |                                             |
| 9   | Valur (S)        | 18 | 5  | 4 | 9  | 19     | 26     | −7    | 19  | Spadek do 1. deild                          |
| 10  | Breiðablik (S)   | 18 | 4  | 2 | 12 | 17     | 32     | −15   | 14  | Spadek do 1. deild                          |

## Wyniki
| Gospodarz \ Gość | ÍA  | BRE | FRA | FYL  | GRI | FH  | KRE | ÍBK | VAL | ÍBV |
| Akraness         |     | 3:1 | 1:0 | 3:02 | 3:1 | 2:2 | 2:0 | 2:0 | 2:0 | 0:0 |
| Breiðablik       | 2:3 |     | 1:0 | 0:2  | 2:4 | 1:2 | 0:0 | 2:4 | 2:1 | 1:0 |
| Fram             | 1:0 | 2:1 |     | 3:0  | 1:2 | 1:1 | 0:1 | 5:3 | 2:3 | 0:1 |
| Fylkir           | 2:1 | 0:1 | 4:2 |      | 2:3 | 0:2 | 1:0 | 2:2 | 0:0 | 4:0 |
| Grindavík        | 3:0 | 2:1 | 1:3 | 0:4  |     | 1:2 | 0:2 | 1:2 | 2:0 | 3:1 |
| FH               | 0:1 | 3:0 | 1:0 | 0:0  | 0:2 |     | 2:0 | 2:2 | 1:0 | 0:1 |
| KR               | 2:1 | 1:1 | 2:1 | 0:0  | 2:0 | 1:2 |     | 2:0 | 0:0 | 0:2 |
| Keflavík         | 0:1 | 2:1 | 2:2 | 2:1  | 0:2 | 3:1 | 3:1 |     | 1:1 | 0:2 |
| Valur            | 0:2 | 2:0 | 3:2 | 1:3  | 1:0 | 1:2 | 4:2 | 1:1 |     | 1:2 |
| ÍB Vestmannaeyja | 2:2 | 1:0 | 1:3 | 3:1  | 3:0 | 0:0 | 1:0 | 1:0 | 2:0 |     |

Źródło:  (ang.)
Objaśnienia:
1Drużyna gospodarzy jest wymieniona po lewej stronie tabeli.
2Mecz został przerwany w 24. minucie przy stanie 1:0 z powodu bardzo złej pogody i powtórzony dnia następnego.
Kolory: zielony – zwycięstwo gospodarzy, żółty – remis, różowy – zwycięstwo gości.

## Najlepsi strzelcy
| Bramki | Strzelcy              | Drużyna          |
| ------ | --------------------- | ---------------- |
| 15     | Hjörtur Hjartarson    | Akraness         |
| 10     | Ásmundur Arnarsson    | Fram             |
| 9      | Grétar Hjartarson     | Grindavík        |
| 9      | Þórarinn Kristjánsson | Keflavík         |
| 8      | Tómas Ingi Tómasson   | ÍB Vestmannaeyja |
| 7      | Haukur Ingi Guðnason  | Keflavík         |
| 7      | Kristján Brooks       | Breiðablik       |
| 7      | Sinisa Kekic          | Grindavík        |
| 6      | 3 zawodników          | 3 zawodników     |
| 5      | 5 zawodników          | 5 zawodników     |
| 4      | 8 zawodników          | 8 zawodników     |